# ニューヨーク・フィルハーモニック
ニューヨーク・フィルハーモニック（英語: New York Philharmonic）は、アメリカのニューヨークを本拠に活動しているオーケストラである。「アメリカ5大オーケストラ("Big Five")」と言われるオーケストラのひとつ。英語表記の頭文字をとってNYPと略されることがある。オーケストラの運営は、法人である"The Philharmonic-Symphony Society of New York, Inc."が行っている。

## 概要
ニューヨークで唯一、常設されたコンサートオーケストラである。より人口の少ないロンドン、ベルリン、パリなどは5～7団体を擁しており、クラシック音楽においては後発の東京に比べても少ないが、1団体集約の傾向は米国の他の大都市にも見られる。2010年までに通算15,000回以上の公演を行い、現在は年間に約180回のコンサートを行なっている。1917年の初録音から現在までに2000作品以上が録音されている。
その長い歴史の中で必ずしも常に最高の演奏水準を保ってきたわけではないが、伝統的に特に管楽器に名手を多く擁し、幅広いレパートリーに対応できる柔軟性を誇っている。ニューヨーク・フィルの自主制作CD“The Historical Broadcasts 1923 to 1987”のブックレットには、ニューヨーク・フィルの特徴を「どの指揮者にも合わせることのできる『カメレオンのような』柔軟性」と記されている（p.23）。逆に、他のアメリカの主要オーケストラ（たとえば、オーマンディやストコフスキーとフィラデルフィア、セルとクリーヴランド、ショルティとシカゴ、クーセヴィツキーや小澤征爾あるいはミュンシュとボストン）に比べると、特定の指揮者との長期間の結び付きは、ニューヨーク・フィルにはない。

## 歴史[4]

### 草創期

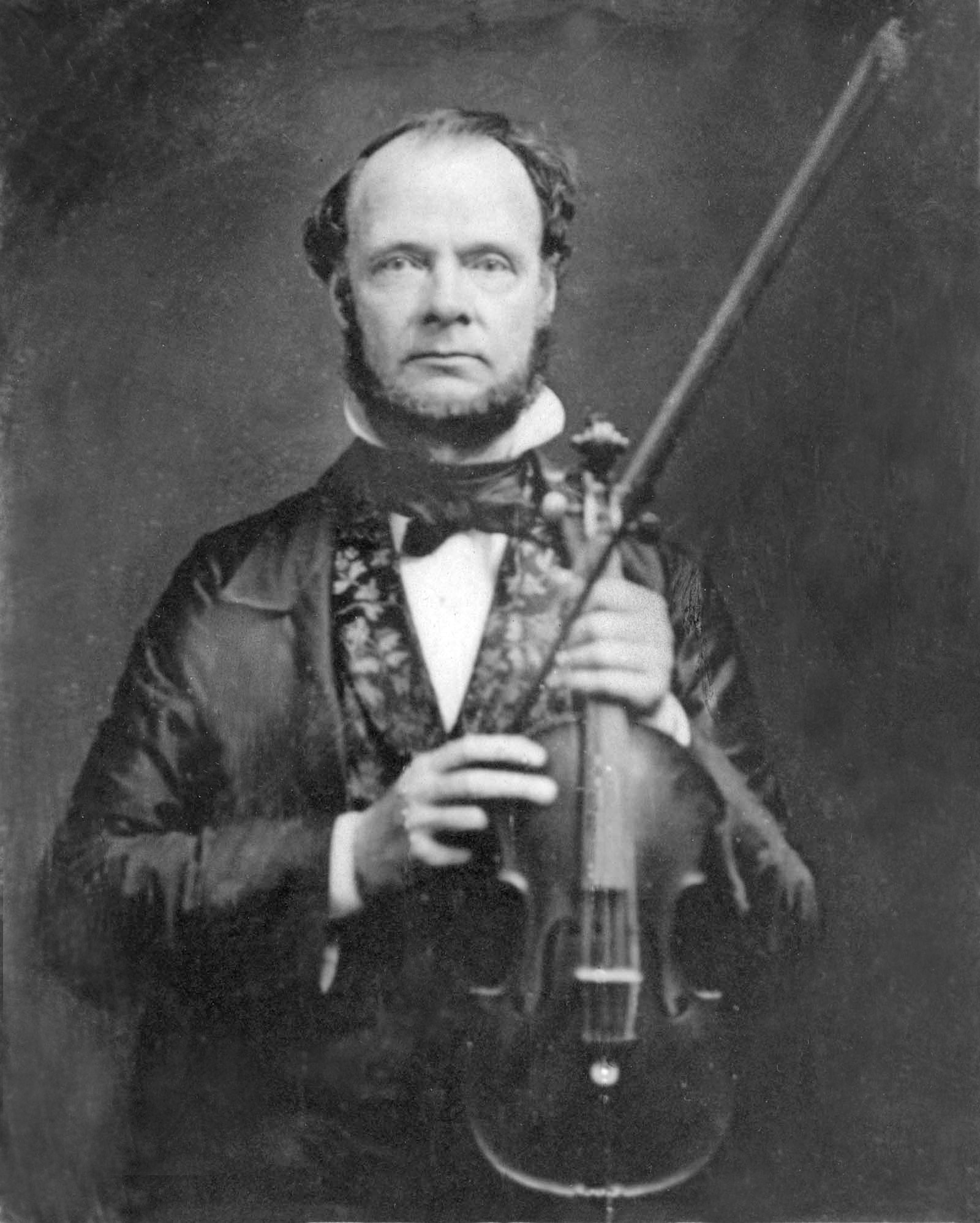
創立者ユーレリ・コレルリ・ヒル

創立はウィーン・フィルハーモニー管弦楽団と同じ1842年、この年の4月に「フィルハーモニック・ソサエティ・オヴ・ニューヨーク｣（Philharmonic Society of New York）が設立され、同年12月7日にユーレリ・コレルリ・ヒルの指揮のもとで初めてのコンサートが開かれた。演目はベートーヴェン第5交響曲、カリヴォダの序曲など。
1877年から1891年までフィルハーモニーは、後にシカゴ交響楽団の創設者となるセオドア･トーマスを常任指揮者に迎えた。トーマス在任中の1878年に、ニューヨーク・フィルの強力な好敵手となるニューヨーク交響楽団が、レオポルド・ダムロッシュの手で創設される。その7年後にダムロッシュが逝去すると、後任には彼の息子であるウォルター・ダムロッシュがニューヨーク響の常任におさまることになる。
ニューヨーク・フィルのかつてのホームグラウンドだったカーネギー・ホールのオープンは、1891年の5月5日のことである。1893年にはドヴォルザークの交響曲第9番「新世界より」の世界初演を、アントン・ザイドル指揮で行った。
ニューヨーク・フィルは1909年にグスタフ・マーラーを常任に迎え、演奏レヴェルの向上に努め、楽団員をフルタイムの団員とした。第一次世界大戦中の1917年10月にはレコード録音も始まっている。
また、1918年には日本人として初めて山田耕筰が自作曲を含む演奏会を指揮している。

### 第一次世界大戦後の拡大
1921年にナショナル交響楽団（現在のワシントン・ナショナル交響楽団とは別）を、1923年にはニューヨーク・シティ交響楽団を吸収し、両オーケストラの吸収に伴いジョセフ・ストランスキーとウィレム・メンゲルベルクの2人が常任の地位を分け合う双頭体制がスタートした。1924年には、教育者としても名高い作曲家のアーネスト・シェリングによって「青少年のためのコンサート」（Young People's Concert）が開始されている。
1925年からの2年間、ヴィルヘルム・フルトヴェングラーがフィルハーモニーへ集中的に客演している。1927年からアルトゥーロ・トスカニーニとメンゲルベルクの双頭体制に代わり、1928年3月20日には最大のライバルであったニューヨーク交響楽団を吸収した。これによって名称はニューヨーク・フィルハーモニー交響楽団となった。この吸収合併の際、オーディションを担当したのはメンゲルベルクである。また、トスカニーニの時代には木管楽器（特にファゴット）にドイツ式システムを採用することで機動性が格段に増し、弦楽器にはユダヤ系奏者が多数在籍して表情豊かな演奏を聞かせた。トスカニーニの厳格なトレーニングとも相まって、正確なアンサンブルが高く賞賛された。1930年のヨーロッパ演奏旅行では、まだまだアメリカのオーケストラを低く見る風潮が強かった当時のヨーロッパ楽界に、大きな衝撃をもたらした。今日でも、1930年代がニューヨーク・フィルの最盛期であったと評価する向きもある。ユダヤ系奏者が多かった（1933年のナチス・ドイツ成立によって迫害され、ドイツから逃れてきたユダヤ系奏者が多かった）ことから、「ジューヨーク・フィル」（Jew York Philharmonic）と呼ばれることもあった。
1936年にトスカニーニがニューヨーク･フィルの常任を退き、その後任にはフルトヴェングラー、フリッツ・ブッシュの名前が挙がったものの実現せず、当時まだ30代だったジョン・バルビローリが引き継いだ。バルビローリは清新な気風を吹き込んだが、いかんせん大カリスマの後では経験不足は否めず、オーケストラは低迷期に入る。翌1937年には同じニューヨークを本拠とし、前常任指揮者のトスカニーニを冠に戴いたNBC交響楽団が設立された。1942年から1943年にかけての創立100周年を記念するシーズン中常任を置かず、客演指揮者の出演が続いた。
1943年から1947年にかけてはアルトゥール・ロジンスキが常任のポストについている。彼のために「音楽監督」の称号が新設された。1943年11月14日には、当時副指揮者だったレナード・バーンスタインが、ブルーノ・ワルターの代役としてニューヨーク・フィルに伝説的なデビューを飾った。曲目はリヒャルト・シュトラウスの『ドン・キホーテ』、シューマンの『マンフレッド』序曲、ミクロス・ロージャの『主題、変奏と終曲』、アンコールにワーグナーの『ニュルンベルクのマイスタージンガー』前奏曲が演奏されている。

### 第二次世界大戦後：音楽顧問ワルターとミトロプーロスの時代
ロジンスキーは厳格なトレーニングでニューヨーク・フィルを立て直しつつあったが、あまりにも厳格な姿勢が楽員から疎まれ、また現代曲を積極的に取り上げたプログラム・ビルディングは理事会からも反発を買った。彼はズボンの尻ポケットにピストルを入れてオーケストラとの練習に臨んでいたという。1947年から1949年にかけてまたもや音楽監督を置かず、ブルーノ・ワルターが音楽顧問という形でニューヨーク・フィルの中心的存在となっていた。
1949年から1950年は、レオポルド・ストコフスキーとギリシャ出身のディミトリ・ミトロプーロスが同じ立場を継いだ。ミトロプーロスは1951年に音楽監督となった。彼はリハーサルからすべてを暗譜で行うという驚異的な記憶力の持ち主で、切れ味鋭い解釈と集中力の高い演奏は高く評価されていた。残された録音を聞いても、彼の個性が色濃く反映された演奏が多い。レパートリーも広く、とくに現代曲を多く取り上げたが、これがまた楽員や保守的な聴衆から反感を買った。1940年代から1970年代までの長きにわたって首席オーボエ奏者をつとめた伝説的な名手ハロルド・ゴンバーグは、ミトロプーロス反対運動の中心人物でもあった。オーケストラは求心力を取り戻せないまま低迷が続き、ニューヨークの音楽界やマスメディアには、フィルハーモニックの救世主を待望する論調が見られるようになってきた。
なお、1950年代にエヴェレスト・レコード社から、レオポルド・ストコフスキー、レナード・バーンスタイン、カルロス・チャベス（作曲家で、自作自演を行った）などが指揮する「ニューヨーク・スタジアム交響楽団」のレコードが発売されているが、これは契約上の関係からのニューヨーク・フィルハーモニー交響楽団の変名だといわれている（いわゆる「覆面オーケストラ」）。

### バーンスタイン時代

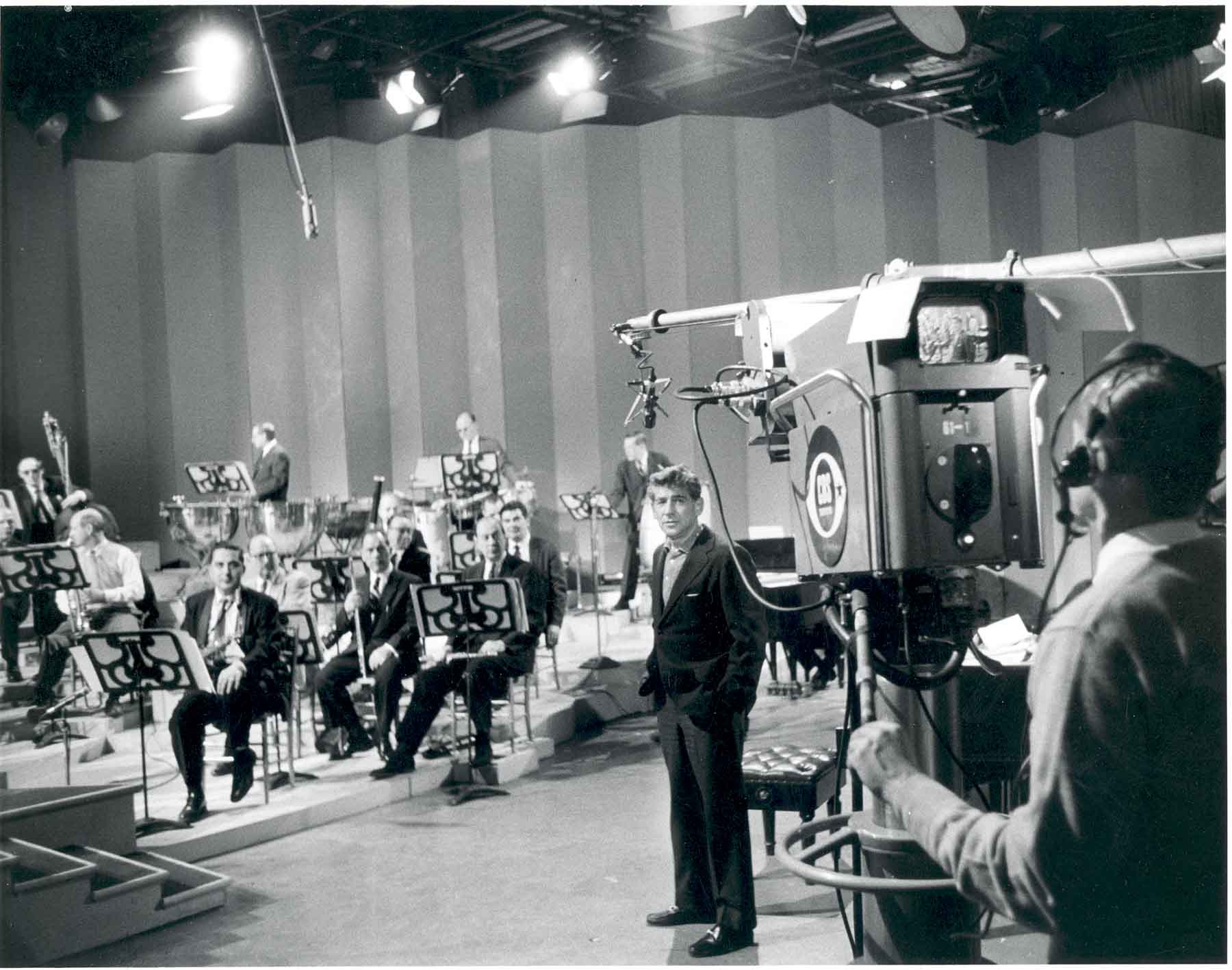
CBSテレビでリハーサルを行うバーンスタインとNYP

1957年、音楽監督ミトロプーロスは「首席指揮者」という肩書きに変わり、同じ地位を若きアメリカ人指揮者レナード・バーンスタインと分け合う体制となった。翌1958年、低迷する名門を救うべしという世論に応えるように、バーンスタインがアメリカ人で初めてニューヨーク・フィルの音楽監督となった。彼はコンサートの回数を増やし、楽員の雇用形態も安定させ、レコーディングも積極的におこなった。バーンスタイン時代に、楽団の正式名称もニューヨーク・フィルハーモニー交響楽団からニューヨーク・フィルハーモニックへと改められた（上述のように、運営法人の名称には2014年2月現在でも"Symphony"が残されている）。
バーンスタインの華麗な指揮と明快な音楽解釈、そして何より豊かな音楽的才能は、この誇り高き扱いにくいオーケストラの楽員たちを瞬く間に手なずけた。彼のスター性と相まって、バーンスタインとニューヨーク・フィルとのコンビによるレコーディングやテレビ放送にも注目が集まり、ニューヨーク・フィルの黄金時代が到来した。1958年から1973年までバーンスタインが担当した『ヤング・ピープルズ・コンサート』（Young People's Concert）は、テーマの選定だけでなく楽曲の選定と構成、台本執筆ともバーンスタイン自身が行っている。充実した内容と斬新なテーマ設定は、啓蒙家バーンスタインの面目躍如たるシリーズである。1961年には本拠地をリンカーン・センター内のディヴィッド・ゲフィン・ホール（開場当時の名称はフィルハーモニー・ホール）に移した。
この時代のオーケストラ奏者には、フルートのジュリアス・ベイカー（在籍：1965年 - 1983年）、オーボエのハロルド・ゴンバーグ（1943年 - 1977年）、クラリネットのスタンリー・ドラッカー（1948年 - 2009年）、ホルンのジェームズ・チェンバーズ（1946年 - 1969年）、トランペットのウィリアム・ヴァッキアーノ（1935年 - 1973年）、打楽器奏者のソール・グッドマン（1926年 - 1972年）、ウォルター・ローゼンバーガー（1950年 - 1985年）らが名手として名高い。コンサートマスターはジョン・コリリアーノ（1943年 - 1966年：作曲家ジョン・コリリアーノの父）、デイヴィッド・ネイディアン（1966年 - 1970年）であった。また小澤征爾を副指揮者として呼び、経験を積ませたのもバーンスタインであった。
バーンスタインは音楽監督を退いた後も、桂冠指揮者としてこのオーケストラと密接な関係を保ち、最晩年まで演奏会での共演やレコーディングを重ねた。1960年代に完成させたマーラーの交響曲全集（一部別のオケ）は、世界最初の偉業である。その他、ベートーヴェン、シューマン、ブラームス、チャイコフスキー、シベリウスの交響曲全集と、モーツァルト、ハイドン、メンデルスゾーン、シューベルト、ドヴォルザーク、ショスタコーヴィチの主要交響曲を録音し、管弦楽作品と協奏曲もバロックや古典から現代曲まで、膨大な数のレコーディングを残した。自身の作品も含め、コープランドやエリオット・カーター、ルーカス・フォス、ウィリアム・シューマンなど、現代アメリカの音楽を積極的に演奏した。アイヴズの交響曲第2番を世界初演（1951年）したのも、バーンスタイン指揮によるニューヨーク・フィルである。

### バーンスタイン以後
1969年にバーンスタインが音楽監督を辞任した後、人選は難航したが、ジョージ・セルが音楽顧問としてつなぎ、1971年から作曲家として名高いピエール・ブーレーズが常任指揮者となった。ブーレーズは徹底してオーケストラを鍛え直し合奏精度を高めたものの、現代音楽を多く扱う一方ではスタンダードなクラシック音楽のレパートリーには無関心であったから、その治世には賛否両論があった。
また、1962年に本拠地を、それまでのカーネギー・ホールからエイヴリー・フィッシャー・ホール（現ディヴィッド・ゲフィン・ホール）に移した。しかし、カーネギー・ホールが豊かな音響で知られる名ホールであったのに対して、後者は響きが良くなかった。2004年には本拠地をカーネギー・ホールへ戻そうという動きが具体化していたが、スポンサーの関係で移転は不可能となった。
その後、1977年からズービン・メータが音楽監督に就任した。ロサンジェルス・フィルハーモニックを躍進させた手腕に期待が集まったが、今一つその期待に応えきれなかった感は残る。メータ時代には管楽器の世代交代も進み、ジョゼフ・ロビンソン（オーボエ、在籍1978年 - 2005年）、ジュディス・ルクレアー（ファゴット、1981年 - ）、フィリップ・スミス（トランペット、1978年 - ）、フィリップ・マイヤーズ（ホルン、1980年 - ）、ジョゼフ・アレッシ（トロンボーン、1985年 - ）など、現在も活躍中の多くの名手が採用されている。
1991年からはクルト・マズアが音楽監督となり、馥郁としたしなやかさと香りをオーケストラに与えた。とくに弦楽器のアンサンブルが向上している。マズアは楽団への貢献が讃えられて退任時に楽団史上初の名誉音楽監督の称号を贈られた。
2002年の9月から2009年まで、ロリン・マゼールが音楽監督を務めた。マゼールはこのオーケストラとしてはバーンスタイン以来2人目のアメリカ人指揮者であった。マゼールの音楽監督時代になってからは、すっきりした細身のアンサンブルながら、かつての輝かしい音色を取り戻し、評価は再び高まった。特に首席トランペット奏者フィリップ・スミスと首席トロンボーン奏者ジョゼフ・アレッシのコンビは、世界でも一、二を争う名手の組み合わせである。木管セクションも世代交代をほぼ終えて音色が若返り、コンサートマスターには1980年以来、名手グレン・ディクテロウが座っている。この頃には世界的なCD不況の影響で録音が少なかったが、2005年-2006年のシーズンから、ドイツ・グラモフォンと提携してライヴ録音のインターネット配信（iTunes）を開始した。オーケストラによる新しい音楽媒体の利用法として注目される。
2008年2月26日夜、北朝鮮の東平壌大劇場で、米朝関係が良くない中、マゼールの指揮で公演した。アメリカのオーケストラが同国で演奏するのはこれが初めてである。
2009年秋、アラン・ギルバートが音楽監督に就任した。2018年のシーズンからはヤープ・ヴァン・ズヴェーデンが音楽監督を引き継いだ（2024年退任）。
2023年2月、2026〜2027年シーズンより、グスターボ・ドゥダメルが音楽監督兼芸術監督に就任することが発表された。

## 音楽監督・常任指揮者等
- セオドア・アイスフェルト（1849 - 1854）
- カール・バーグマン（1855 - 1856）
- セオドア・トマス（1879 - 1891）
- アントン・ザイドル（1891 - 1898）
- エーミール・パウア（1898 - 1902）
- ウォルター・ダムロッシュ（1902 - 1903）
- ワシーリー・サフォーノフ（1906 - 1909）
- グスタフ・マーラー（1909 - 1911）
- ジョセフ・ストランスキー（1911 - 1923）
- ヴィレム・ヴァン・ホーフストラーテン（1922）
- ウィレム・メンゲルベルク （1922 - 1930）
- イグナーツ・ワーグハルター（1924 - 1925）
- アルトゥーロ・トスカニーニ（1928 - 1936）
- ジョン・バルビローリ（1936 - 1941）
- アルトゥール・ロジンスキ（1943 - 1947）
- ブルーノ・ワルター（1947 - 1949） 音楽顧問
- レオポルド・ストコフスキー（1949 - 1950）
- ディミトリ・ミトロプーロス（1949 - 1958）
- レナード・バーンスタイン （1957 - 1969）
- ジョージ・セル（1969 - 1970） 音楽顧問
- ピエール・ブーレーズ（1971 - 1977）
- ズービン・メータ（1978 - 1991）
- クルト・マズア（1991 - 2002）
- ロリン・マゼール（2002 - 2009）
- アラン・ギルバート（2009 - 2017）
- ヤープ・ヴァン・ズヴェーデン（2018 - 2024）

## 本拠地
- ディヴィッド・ゲフィン・ホール - ニューヨーク市マンハッタン区アッパー・ウエスト・サイドのリンカーン・センター内に所在。旧称 エイブリー・フィッシャー・ホール。